# 18 Wheels of Steel (серия игр)
18 Wheels of Steel (рус. «18 стальных колес») — серия компьютерных игр в жанре автосимулятора грузовых перевозок, разработанная чешской компанией SCS Software и выпущенная американским издателем ValuSoft. На территории России и стран СНГ различные части серии изданы компаниями «Бука», «Акелла» и «Новый Диск».
Различные части серии 18 Wheels of Steel нередко входили в списки лучших игр о грузовых автомобилях, оказали весомое влияние на жанр и, в дальнейшем, повлияли на последующие проекты компании SCS Software.

## Игры серии
- 2002 — Hard Truck: 18 Wheels of Steel[К 1]
- 2003 — 18 Wheels of Steel: Across America
- 2004 — 18 Wheels of Steel: Pedal to the Metal
- 2005 — 18 Wheels of Steel: Convoy
- 2006 — 18 Wheels of Steel: Haulin’
- 2007 — 18 Wheels of Steel: American Long Haul
- 2009 — 18 Wheels of Steel: Extreme Trucker
- 2011 — 18 Wheels of Steel: Extreme Trucker 2

## История разработки

### Предшественники

Обложка American Long Haul, изданной в России «Новым Диском».

В Extreme Trucker игрок доставляет грузы на различных локациях, в том числе, снежных.

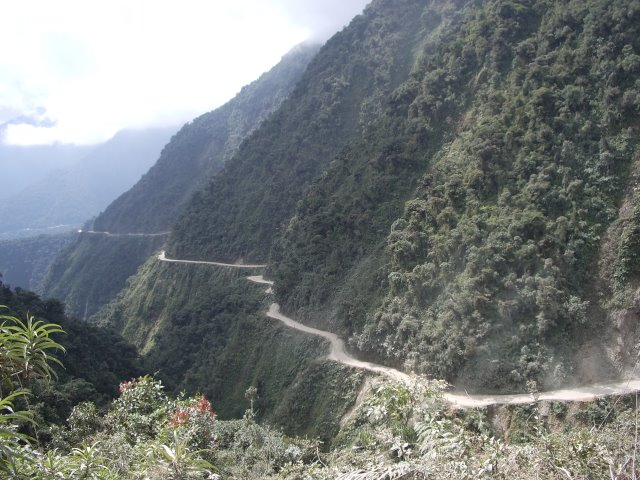
Дорога Смерти — одна из карт в Extreme Trucker 2.

Серия игр 18 Wheels of Steel продолжает другую игровую серию — Hard Truck. В свою очередь, Hard Truck связана с российской игровой серией «Дальнобойщики». Первые две игры серии, «Дальнобойщики: Путь к победе» (1998) и «Дальнобойщики 2» (2001), были изданы в странах запада как Hard Truck: Road to Victory и Hard Truck 2. Такое название им было дано американской компанией ValuSoft, сотрудничающей с российскими «Бука» и «1С». В ходе локализации был не только проделан перевод на английский язык, но и адаптированы топонимы — названия виртуальных, на тот момент ещё вымышленных, городов. Таким образом, эти игры можно считать истоками серии Hard Truck. Они посвящены грузовым перевозкам — игроку предложено оказаться в роли водителя грузовых автомобилей, выполняя поездки по обширной игровой локации. Если первая Hard Truck была ещё линейной игрой, то вторая предлагала уже полноценный открытый мир.
Для разработки последующей игры в серии Hard Truck, издательство ValuSoft решило обратиться к чешской компании SCS Software. Ранее они работали вместе над серией симуляторов охоты Hunting Unlimited. Теми, при поддержке другой игровой студии, Sunstorm Interactive, была разработана новая игра, названная Hard Truck: 18 Wheels of Steel. Её релиз состоялся в 2002 году. В России издателем выступила «Бука», переведя её название как «Hard Truck: 18 стальных колес». 
Эта часть не только является частью серии Hard Truck, но и открывает собой новую серию — 18 Wheels of Steel (рус. «18 стальных колес»). Все последующие части носят уже такой заголовок.

### Последующее развитие серии
В Hard Truck: 18 Wheels of Steel разработчики воссоздали виртуальную территорию Америки. Так, в игре были представлены такие штаты как Калифорния, Аризона, Невада и другие, и крупные города, между которыми игрок может ездить по главным дорогам. Игроку всё так же необходимо доставлять грузы. Например, игрок может брать у транспортной компании груз в Сан-Франциско, Калифорния, и везти его, согласно условиям задания, в Финикс, Аризона и т.п. В игре реализована смена времени суток и доступно несколько видов обзора, впоследствии разработчики совершенствовали уже предложенную в первой части схему игрового процесса.
Вторая часть серии, 18 Wheels of Steel: Across America, вышла в 2003 году. В России издана как «18 стальных колёс: По дорогам Америки» — в переводе «Буки», и «18 стальных колёс: Покорение Америки» — в переводе «Акеллы» (которая позднее переиздала некоторые игры серии со своим переводом). 
Across America во многом продолжает первоисточник, однако в существенно доработанном исполнении. Используется тот же игровой движок, однако сделано множество улучшений в игровой графике. Добавлены новые грузовики и грузы, была создана новая единая локация, которая охватывает всю континентальную часть США и содержит общим счётом более двадцати городов. Доступен выбор из 17 тягачей и более 30 прицепов. В игре используется система внутриигрового времени: игровой час равняется минуте настоящего времени. В отличие от первой части, таймер сна был убран. Карта (GPS) теперь отображает то место, где находится игрок. Улучшены модели трафика, а также добавлены самолёты, вертолёты, и поезда с аутентичными звуками.
18 Wheels of Steel: Pedal to the Metal стала третьей частью, вышедшей в 2004 году. В России издана как «18 стальных колёс: Пыль дорог» — в переводе «Буки», и «18 Стальных колёс: Дорожные монстры» — в переводе «Акеллы». Игровой ландшафт вмещает в себя континентальную часть США, а также северную Мексику и юг Канады. Возвращён таймер сна, усовершенствована модель трафика, заметно улучшена графика. К этой игре создано много пользовательских модификаций, например «Кубанское раздолье», где игроку предстоит ездить по Краснодарскому краю.
Четвёртая часть, 18 Wheels of Steel: Convoy, вышла в 2005 году. В России издана как «18 стальных колёс: Конвой» — версия «Буки», и «18 стальных колёс: Король шоссе» — «Акеллы». Вмещает в себя всю территорию США и южную Канаду; мексиканские города, в отличие от предыдущей части, не представлены. Игрок может путешествовать по более чем тридцати городам; доступен выбор из более 35 грузовиков, более 45 грузов и более 47 прицепов. Значительно увеличены размеры локации, путь между ближайшими городами занимает порядка получаса. Существенно улучшена детализация графики, добавлено отображение водителей других грузовиков. Тем не менее, некоторые графические функции, такие как динамические датчики приборной панели, были заменены неподвижными текстурами.
Пятая часть серии игр — 18 Wheels of Steel: Haulin’, была  выпущена в 2006 году. В России издана «Акеллой» как «18 стальных колёс: Полный загруз». Была значительно улучшена графика и добавлены новые города. Появилась возможность использования пользовательских саундтреков. Доступен выбор из 32 тягачей, более 45 грузов и более 47 прицепов.
18 Wheels of Steel: American Long Haul стала шестой частью в серии, выход состоялся в 2007 году. В России издана «Акеллой» как «18 стальных колёс: Мужская работа». В игру возвращены мексиканские города Гуаймас, Чиуауа и Монтеррей, добавлены две новые модели грузового автомобиля. Кроме того, переименованы названия некоторых компаний, а также изменена карта (в частности, добавлены отдельные проезды в городах и между городами).

### Последние части (Extreme Trucker)
18 Wheels of Steel: Extreme Trucker — седьмая часть, выход состоялся в 2009 году. В России издана «Новым Диском» как «18 стальных колёс: Экстремальные дальнобойщики».
Начиная с этой части полностью меняется концепция игрового процесса: игрок больше не имеет возможности свободно передвигаться по открытой местности. Грузовые и легковые автомобили лицензированы, используются настоящие названия.
В качестве игровых локаций, по которым нужно доставлять грузы, представлена местность с труднопроходимыми дорожными условиями: малозаселенные районы Австралии, Камино-Лос-Юнгас (также известная как «Дорога смерти») и Тактояктук.
Восьмой и последней частью серии стала 18 Wheels of Steel: Extreme Trucker 2. Её релиз состоялся в 2011 году. В России не была издана официально. Используется та же концепция, что в предыдущей игре. Старые локации (районы Австралии, Дорога смерти, Тактояктук) были дополнены, появились две новые территории — американский штат Монтана и страна Бангладеш. Также появились новые грузовики и грузы.

## Влияние

Развитие идей 18 Wheels of Steel в American Truck Simulator (2016).

Игры серии 18 Wheels of Steel нередко включались в подборки лучших игр о грузовых автомобилях и были отмечены различными профильными изданиями.
Ещё в процессе разработки игр 18 Wheels of Steel, SCS Software сделала несколько отдельных игр про грузовики, не выходящих в описываемую серию и не связанных с издательством ValuSoft. В 2008 году была выпущена первая часть Euro Truck Simulator. На этот раз грузовые перевозки были перенесены в города и страны Европейского союза. Euro Truck Simulator получила несколько «локальных» сиквелов, посвященных отдельным регионам ЕС (German Truck Simulator, Austrian Truck Simulator, UK Truck Simulator).
В 2012 году появилась Euro Truck Simulator 2. С выходом этой игры и благодаря тому, что компания самостоятельно издала её в Steam, где игра получила заметное внимание игроков, а впоследствии и очень положительные отзывы от прессы, компания решила изменить свою привычную схему разработки игр, сфокусировавшись не на разработке отдельных частей, а на расширении игры путём выпуска крупных, насыщенных контентом, дополнений. Таким образом, Euro Truck Simulator 2 продолжает развиваться.
В то же время в 2016 году была выпущена и ещё одна отдельная игра тех же разработчиков, American Truck Simulator. Как и оригинальные игры 18 Wheels of Steel, в ней, в качестве игровой карты, выступают различные штаты Америки.

## Сборники
Некоторые игры серии были изданы в сборниках на дисках и в цифровой дистрибуции.
Так, российский издатель «Бука» в 2005 году издавал сборник всех, на тот момент, частей серии (первые три части) в собственной локализации под заголовком «Золотая серия на DVD. Hard Truck». Схожее издание («18 стальных колес. Gold») в 2008 году выпускала «Акелла», снабдив Across America, Pedal to the Metal и Convoy своим переводом. Годом позже почти такой же сборник (части 2-5) выпустила и ValuSoft.
В 2009 году вышел сборник 18 Wheels of Steel: Big City Rigs от ValuSoft. Он состоит из 18 Wheels of Steel: American Long Haul, а также Bus Driver от той же SCS Software, и тайкуна Garbage Truck Simulator разработки компаний Icebyte и Contendo — последняя стала известна позднее как Big City Rigs: Garbage Truck Driver.
В 2014 году был выпущен двухдисковый (2 DVD) сборник 18 Wheels of Steel: Chrome Edition 10th Year Anniversary, приуроченный к юбилею серии, состоящий из всех частей, кроме самой первой.
В 2015 году все части попали в ещё один DVD-сборник ValuSoft — The Complete Collection of 3 Classic Franchises, вместе с всеми частями Hunting Unlimited и Prison Tycoon.
В 2021 году часть игр серии (Hard Truck, Across America, Pedal to the Metal и Convoy) попала в сборник 18 Wheels of Steel Collection #1, распространяемый в Steam и GOG. Вторая же часть (Haulin', American Long Haul, Extreme Trucker, Extreme Trucker 2) — в 18 Wheels of Steel Collection #2.

## Игровой движок
Во всех частях 18 Wheels of Steel компания использовала собственный игровой движок, названный Prism3D, который дорабатывался с каждой новой частью.